# Cerococcus madagascariensis
Cerococcus madagascariensis är en insektsart som beskrevs av Mamet 1959. Cerococcus madagascariensis ingår i släktet Cerococcus och familjen Cerococcidae.
Artens utbredningsområde är Madagaskar. Inga underarter finns listade i Catalogue of Life.